# Camenta puerilis
Camenta puerilis är en skalbaggsart som beskrevs av Gerstaecker 1884. Camenta puerilis ingår i släktet Camenta och familjen Melolonthidae. Inga underarter finns listade.